# 관문대로
관문대로(Gwanmun-daero, 官門大路, 부산제3도시고속도로, 부산광역시도 제33호선)는 부산에 위치한 도시고속화도로이다. 2001년 12월 10일에 개통되었으며, 이 도로는 부산항 제5부두 ~ 수정산터널 ~ 가야고가교 ~ 부산진구 당감동 ~ 백양터널 ~ 모라고가도로 ~ 삼락 나들목을 경유한다.

## 연혁
- 2001년 7월 26일: 부산광역시도 제33호선 제3도시고속도로(관문대로)로 13.8km 구간 노선 지정[1]
- 2007년 3월 21일: 부산광역시 동구 범일동 ~ 삼락 나들목 10.8km 구간을 자동차 전용도로로 지정. 단, 당감동 개원초등학교앞 ~ 백양터널 ~ 모라3동 모산초등학교앞 2.34km 구간은 제외[2]
- 2017년 12월 27일: 노선 연장을 13.8km에서 10.8km로 변경[3]

## 구성
차로수
- 부산항 제5부두 ~ 수정터널 ~ 개원초등학교 : 편도 2차로 (왕복 4차로)
- 개원초등학교 ~ 국제백양아파트 : 편도 3차로 (왕복 6차로, 보행자 · 자전거 도로 있음)
- 백양터널 : 편도 2차로 (왕복 4차로)
- 백양터널 ~ 모라고가도로 ~ 삼락 나들목 : 편도 3차로 (왕복 6차로)

터널
- 2개소 (수정터널, 백양터널)

## 주요 경유지
부산광역시
- 동구 - 부산진구

## 노선
당감동 개원초등학교앞 ~ 백양터널 ~ 모라3동 모산초등학교앞을 제외한 모든 구간은 자동차 전용도로로 지정되어 있다.
- 시설물
  - IC : 나들목(Interchange)
  - IS : 삼거리 또는 사거리 형태의 교차로(Intersection)
  - TG : 요금소(Toll Gate)
  - TN : 터널(Tunnel)
  - BR : 교량(Bridge)

- (■): 자동차 전용도로 구간

| 구간                | 이름                 | 접속 노선                                                                  | 소재지     | 소재지                                  | 비고                                                       |
| ------------------- | -------------------- | -------------------------------------------------------------------------- | ---------- | --------------------------------------- | ---------------------------------------------------------- |
| IC                  | 제5부두 시점         | 부산광역시도 제22호선 (동서고가로) 부산광역시도 제71호선 (충장대로) 성남로 | 부산광역시 | 동구                                    | 동서고가로, 충장대로에서 진입 가능 성남로 방면만 진출 가능 |
| BR                  | 좌천고가교           |                                                                            | 부산광역시 | 동구                                    |                                                            |
| IC                  | 좌천                 | 부산광역시도 제61호선 (중앙대로)                                           | 부산광역시 | 동구                                    | 삼락 방면 진출 불가 부두 방면 진입 불가                    |
| TN                  | 수정산터널           |                                                                            | 부산광역시 | 동구                                    | 연장 2,356m                                                |
| TN                  | 수정산터널           | 부산진구                                                                   | 부산광역시 |                                         | 연장 2,356m                                                |
| TG                  | 수정산터널 요금소    |                                                                            | 부산광역시 |                                         |                                                            |
| IS                  | 동의대어귀사거리     | 부산광역시도 제30호선 (가야대로)                                           | 부산광역시 |                                         |                                                            |
| BR                  | 가야고가교           |                                                                            | 부산광역시 | 복층 교량                               |                                                            |
| IS                  | 개금주공아파트사거리 | 부산광역시도 제35호선 (백양대로)                                           | 부산광역시 | 하부도로 백양관문로 구간                |                                                            |
| IS                  | 백양터널어귀삼거리   | 부산광역시도 제3202호선 (동평로)                                           | 부산광역시 | 하부도로 백양관문로 구간                |                                                            |
| TN                  | 백양터널             |                                                                            | 부산광역시 | 연장 2,340m                             |                                                            |
| TN                  | 백양터널             | 사상구                                                                     | 부산광역시 | 연장 2,340m                             |                                                            |
| TG                  | 백양터널 요금소      |                                                                            | 부산광역시 |                                         |                                                            |
| IS                  | 모라                 | 모라로                                                                     | 부산광역시 | 삼락 방면 진입 불가 부두 방면 진출 불가 |                                                            |
| BR                  | 모라고가교           |                                                                            | 부산광역시 |                                         |                                                            |
| IC                  | 삼락 나들목          | 부산광역시도 제66호선 (강변대로)                                           | 부산광역시 |                                         |                                                            |
| 중앙고속도로와 직결 |                      |                                                                            |            |                                         |                                                            |

## 문화
가야고가도로 구간은 영화 친구의 촬영지이다. 다만 영화 배경에는 1990년대라고 되어 있지만, 실제 관문대로가 개통된 시기는 2001년이므로 모순이 있다.